# Immeuble de Bruhat-Tits
En mathématiques, un immeuble, aussi appelé l’immeuble Tits et l’immeuble Bruhat-Tits (nommé d'après François Bruhat et Jacques Tits) est une structure combinatoire et géométrique qui généralise simultanément certains aspects des variétés de drapeaux, des plans projectifs finis et des espaces riemanniens symétriques. Introduite par Jacques Tits comme moyen de comprendre la structure des groupes exceptionnels de type de Lie, la théorie a également été utilisée pour l'étude de la géométrie et de la topologie des espaces homogènes des groupes de Lie p-adiques et leurs sous-groupes de symétrie discrets, de la même manière que les arbres ont été utilisés pour étudier les groupes libres.

## Aperçu

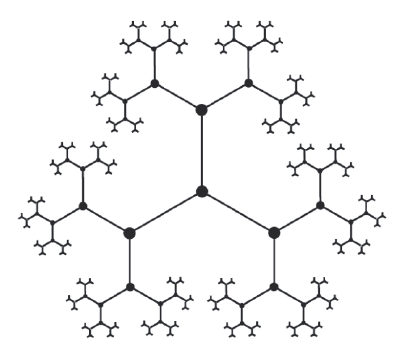
L'arbre de Bruhat–Tits pour le groupe de Lie 2-adique SL(2,Q_{2}).

La notion d'immeuble a été proposé par Jacques Tits pour décrire les groupes algébriques simples sur un corps arbitraire. Tits a démontré comment à chacun de ces groupes G on peut associer un complexe simplicial Δ = Δ(G) muni d'une action de G, appelée immeuble sphérique de G. Le groupe G impose des conditions de régularité combinatoire très fortes sur les complexes Δ, et Tits dégage ainsi la première définition d'un immeuble.
Bien que la théorie des groupes algébriques semi-simples ait été à l’origine de la notion d'immeuble, tous les immeubles ne proviennent pas d’un groupe. En particulier, les plans projectifs et les quadrangles généralisés forment deux classes de graphes qui satisfont aux axiomes d'un immeuble, sans pouvoir être rattachés à un groupe. Ce phénomène s'avère être lié au faible rang du système de Coxeter correspondant (à savoir deux). Tits a prouvé un théorème remarquable : tous les immeubles de type sphériques de rang au moins trois sont reliés à un groupe ; de plus, si un immeuble de rang au moins deux est relié à un groupe alors le groupe est essentiellement déterminé par l'immeuble (Tits 1974).
Iwahori-Matsumoto, Borel-Tits et Bruhat-Tits ont démontré que par analogie avec la construction des immeubles sphériques de Tits, il existe une notion d'immeuble à partir de groupes algébriques réductifs sur un corps local non archimédien. De plus, si le rang scindé du groupe est d'au moins trois, il est essentiellement déterminé par son immeuble. Tits a ensuite retravaillé les aspects fondamentaux de la théorie des immeubles en utilisant la notion de système de chambres, codant le immeuble uniquement en termes de propriétés d'adjacence de simplexes de dimension maximale ; cela conduit à des simplifications dans les cas sphérique et affine. Il a prouvé que, par analogie avec le cas sphérique, tout immeuble de type affine et de rang au moins quatre est issu d'un groupe.

## Définition
Un immeuble X de dimension n est un complexe simplicial abstrait, qui est une union de sous-complexe A dits appartements tels que
- tout k-simplexe de X est dans au moins trois n-simplexes si k < n;
- tout (n – 1)-simplexe dans un appartement A appartient à exactement deux n-simplexes adjacents de A et le graphe des n-simplexes adjacents est connexe ;
- deux simplexes quelconques de X se trouvent dans un appartement commun A ;
- si deux simplexes se trouvent tous deux dans des appartements A et A', alors il existe un isomorphisme simplicial de A sur A′ fixant les sommets des deux simplexes.

Un n-simplexe dans A est appelé une chambre.
Le rang de l'immeuble est défini comme étant n + 1.

## Relation aux BN-paires
Si un groupe G agit simplement sur un immeuble X, transitivement sur les paires  (C,A) de chambres C et appartements A les contenant, alors le stabilisateur d'une telle paire est une BN-paire ou système de Tits. En effet la paire de sous-groupes
B = GC et N = GA
satisfont les axiomes d'une BN-paire et le groupe de Weyl est identifié à N / N ∩ B.
Réciproquement, l'immeuble peut être reconstitué à partir de la paire (B, N), de sorte que chaque paire (B, N) définit canoniquement un immeuble. En fait, en utilisant la terminologie des BN-paires:
- les sommets de l'immeuble X correspondent aux sous-groupes paraboliques maximaux ;

- k + 1 sommets forment un k-simplexe chaque fois que l'intersection des sous-groupes paraboliques maximaux correspondants est également parabolique ;

- les appartements sont des conjugués sous G du sous-complexe simplicial des sommets donnés par des conjugués sous N de parabolique maximaux contenant B.

Le même immeuble peut souvent être décrit par des BN-paires différentes.

## Immeubles affine et sphérique pourSLn
La structure simpliciale des immeubles affines et sphériques associés à SLn(Qp), est facile à expliquer en utilisant uniquement des concepts d'algèbre et de géométrie élémentaires (voir Garrett 1997). Dans ce cas, il y a trois immeubles différents, deux sphériques et un connexe. Chacun est une union d’appartements. Pour l'immeuble affine, un appartement est un complexe simplicial, tessélation de l'espace euclidien En−1 par des simplexes de dimension n − 1 ; tandis que pour un immeuble sphérique c'est le complexe simplicial fini formé par les (n − 1)!-simplexes avec un sommet commun donné dans la tessélation analogue dans En−2.

## Classification
Tits a prouvé que tous les immeubles sphériques irréductibles (c'est-à-dire de groupe de Weyl fini) de rang supérieur à 2 sont associés à des groupes algébriques simples ou classiques.
Un résultat similaire s'applique aux immeubles affines irréductibles de dimension supérieure à 2 (leurs immeubles « à l'infini » sont des sphères de rang supérieur à deux). Pour un rang inférieur à deux, une telle classification n’existe pas.
Tits a également prouvé que chaque fois qu'un immeuble est décrit par une BN-paire dans un groupe, alors dans presque tous les cas les automorphismes de l'immeuble correspondent aux automorphismes du groupe (voir Tits 1974).

## Applications
La théorie des immeubles a des applications importantes dans plusieurs domaines des mathématiques. Outre les liens déjà évoqués avec la structure des groupes algébriques réductifs sur des corps globaux et locaux, les immeubles sont utilisés pour étudier leurs représentations. Les résultats de Tits sur la détermination d'un groupe par son immeuble ont des liens profonds avec les théorèmes de rigidité de George Mostow et Grigory Margulis, et avec l'arithméticité de Margulis.
Des types particuliers d'immeubles sont étudiés en mathématiques discrètes, et l'idée d'une approche géométrique pour caractériser des groupes simples s'est avérée très fructueuse dans la classification de groupes simples finis. La théorie des immeubles de type plus général que sphérique ou affine est encore relativement peu développée, mais on trouve des applications à la construction de groupes de Kac-Moody en algèbre, et aux variétés à courbure non positive et aux groupes hyperboliques en topologie et en théorie géométrique des groupes.